# Sol, vind och vatten – det bästa
Sol, vind och vatten – det bästa är ett samlingsalbum från 2004 med Ted Gärdestad.

## Låtlista

### CD1
1. "Oh, vilken härlig da'"
2. "Jag vill ha en egen måne"
3. "Jag ska fånga en ängel"
4. "Sol, vind och vatten"
5. "Så mycket bättre"
6. "Snurra du min värld"
7. "Kaliforniens guld"
8. "Come give me love"
9. "Kom i min fantasi"
10. "Öppna din himmel"
11. "Viking"
12. "Eiffeltornet"
13. "Can't stop the train"
14. "Angela"
15. "Rockin 'n' reelin"
16. "Franska kort"
17. "Helt nära dej"
18. "Betlehem"
19. "Chapeau-claque"
20. "När showen är slut"

### CD2
1. "Satellit"
2. "Låt kärleken slå rot"
3. "Himlen är oskyldigt blå"
4. "För kärlekens skull"
5. "Låt solen värma dig"
6. "Love, you're makin' all the fools"
7. "Klöversnoa"
8. "Magical girl"
9. "Kejsarens nya kläder"
10. "Baby blue eyes"
11. "Stormvarning"
12. "The reason"
13. "Darling it's you"
14. "Ge en sol"
15. "Hon är kvinnan"
16. "Lyckliga dagar"
17. "Äntligen på väg"
18. "Jag bygger ett torn"
19. "I den stora sorgens famn"
20. "Nobody loves you now"

## Listplaceringar
| Lista (2004-2007) | Topplacering |
| ----------------- | ------------ |
| Sverige           | 3            |